# 라틴 재즈

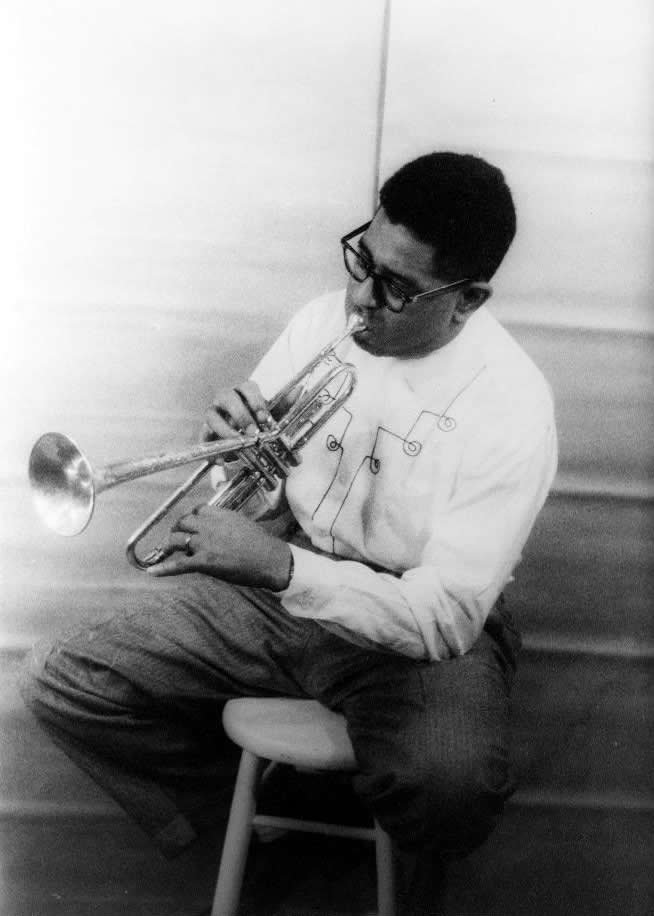
디지 길레스피는 초창기 아프리카-쿠바 라틴 재즈에 영향을 준 사람 중 하나이다.

라틴 재즈(Latin Jazz)는 보컬이 없는 재즈곡이 주를 이루고 있다. 라틴재즈의 음악적 특징은 분위기를 높여주고 즐겁게 하여 보는이들도 함께 즐거움을 주는 것이 특징이다.